# Wesley Crusher
Chorąży Wesley Crusher – postać fikcyjna, bohater serialu Star Trek: Następne pokolenie. Wesley służy na statku Enterprise-D, jest synem doktor Beverly Crusher, która pełni rolę głównego lekarza pokładowego. Odtwórcą roli jest Wil Wheaton.